# Аравія (Харків)
Аравія  — історичний район міста Харкова. Розташовувався  на території сучасного Основ'янського району міста. 
Аравія була піщаною пустельною поверхнею, терасою лівого берега річки Лопань, розташованою на ділянці між вулицями Москалівська, Заїківська (Гольдбергівська вулиця) і Основ'янська. К кінцю ХІХ століття була повністю забудована, злившись з Москалівкою.

## Історія

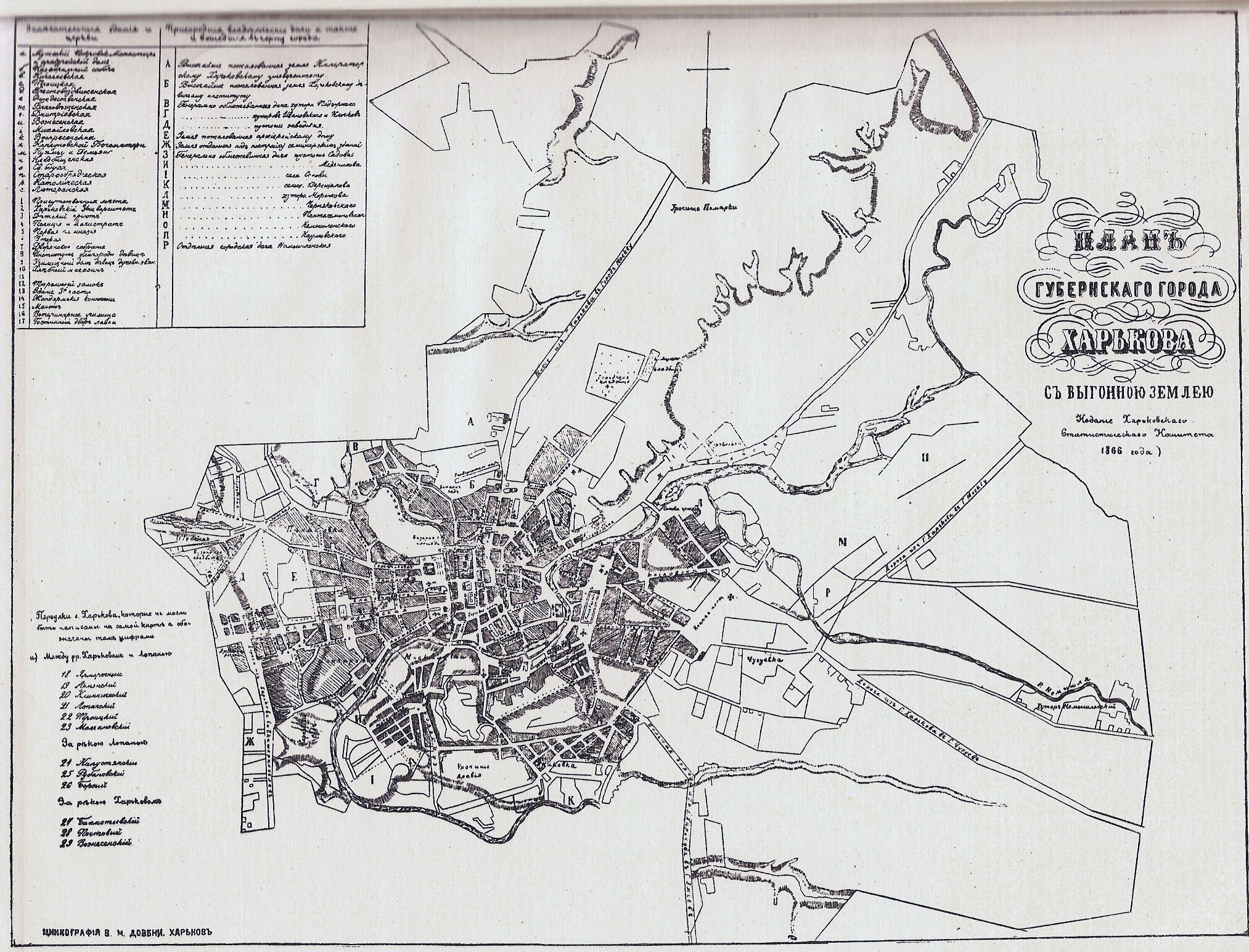
Мапа Харкова 1866 року

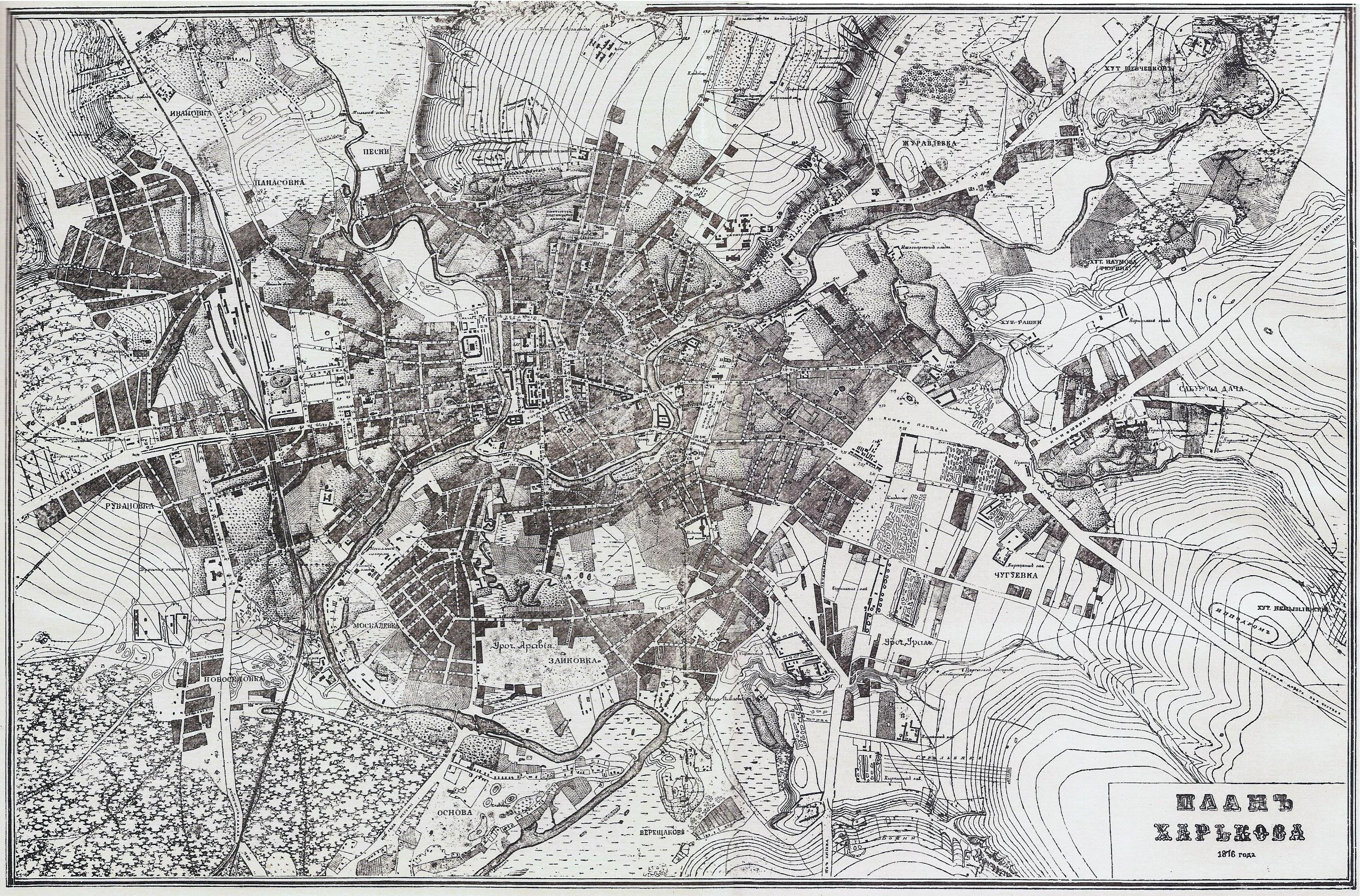
Мапа Харкова 1876 року

Мапа відповідної частини Харкова 1896 року

На мапі міста Харків 1822 року, землі північніше від села Основа виглядають пустинними, лише північно-західніше можна побачити забудову Заїківки. «Історія міста Харкова за 250 років його існування»  (том 2-й), вказує на Аравію, як на велику піщану пустелю яка належала поміщику Квітці . Основ'янська вулиця яка йшла в південній частині цієї місцини, була скоріше дорогою ніж вулицею.
В останній третині 19 століття межі міста Харкова наблизилась до села Основа та земель Квіток на лівому березі річки Лопань (Аравія).
Урочище Аравія, фігурує на мапі міста 1866 року. Воно розташовувалося на лівому березі річки Лопань (з іншого берегу від села Основа), між Москалівкою та Заїківкою. За західну межу урочища була Москалівська вулиця, на сході урочище переходило в забудову Заїківки (Греківська вулиця), північною межею урочища була вулиця Заїківська. Південною частиною Аравії проходила Основ'янська вулиця, яка поєднувала Основу та Заїківку. З північно-східної частини в урочище вдавалася вулиця яка на більш пізніх мапах (1876 рік) вже позначена як Цигарівська. В цих місцинах, в районі вулиці Греківської, мав 15 десятин незабудованої землі купець Цигарев.
На мапі 1876 року вже можна побачити, як до урочища Аравія все щільніше підступає забудова зі сторін Москалівки та Заїківки. Землі південніші Основ'янської вулиці частково поділені на наділи. Також можна побачити забудову на місці поєднання вулиць Москалівської та Основ'янської. 
У 1883 році владою Харкова був затверджений план розбивки цієї місцевості на квартали. Підполковник Андрій Валеріанович Квітка почав розпродавати земельні ділянки в комерційних цілях. Але землю під вулиці і майдан він передав місту безоплатно..
Друга половина 80-х років та 90-ті роки ХІХ століття характеризувалися у Харкові активною забудовою окраїн. Особливу роль у цьому зіграло розповсюдження у місті кінної залізниці. Яка поєднала окраїнні райони з центром міста. Дрібні капіталісти які не мали можливості оселитися у аристократичному центрі, оселяються на Москалівці, а також заселяють південну частину Великої Москалевської, яка носила назву Аравія. Район забудовується дерев’яними обкладеними цеглою та кам’яними будинками простої архетіктури.   
На мапі 1887 року, територія колишнього урочища, вже чітко поділено вулицями серед яких були такі як Валер'яніська, Батуринська, Квіткинська. На Квіткинському майдані, який розташовувався на вулиці Квіткинській, розташована 4-та пожежна частина (існує в наш час). На місці поєднання вулиць Москалівської та Основ'янської знаходилася кінцева зупинка однієї з гілок Кінної залізниці. Цей район як і Заїківка і Москалівка (район був нею поглинений) відносилися до другої поліційної дільниці.
На початок ХХ століття Москалівка вже повністю злилася з Основою. Про стару «Аравію», за словами Д.І. Багалія, згадували лише старожили, сама місцина була вже розбита на правильні квартали та забудована.

## Топоніми
Пам'ять про Аравію збереглися у назвах вулиць, що існують у цій місціні в наші часи, це такі як:
- Аравійська вулиця;
- Аравійський провулок;
- 1-й Аравійський в'їзд.
- 2-й Аравійський в'їзд.

## Галерея
Територія колишньої Аравії, в наш час забудовано переважно одноповерховими приватними будинками, та окраїнах південної частини також присутні промислові та складські будівлі. 

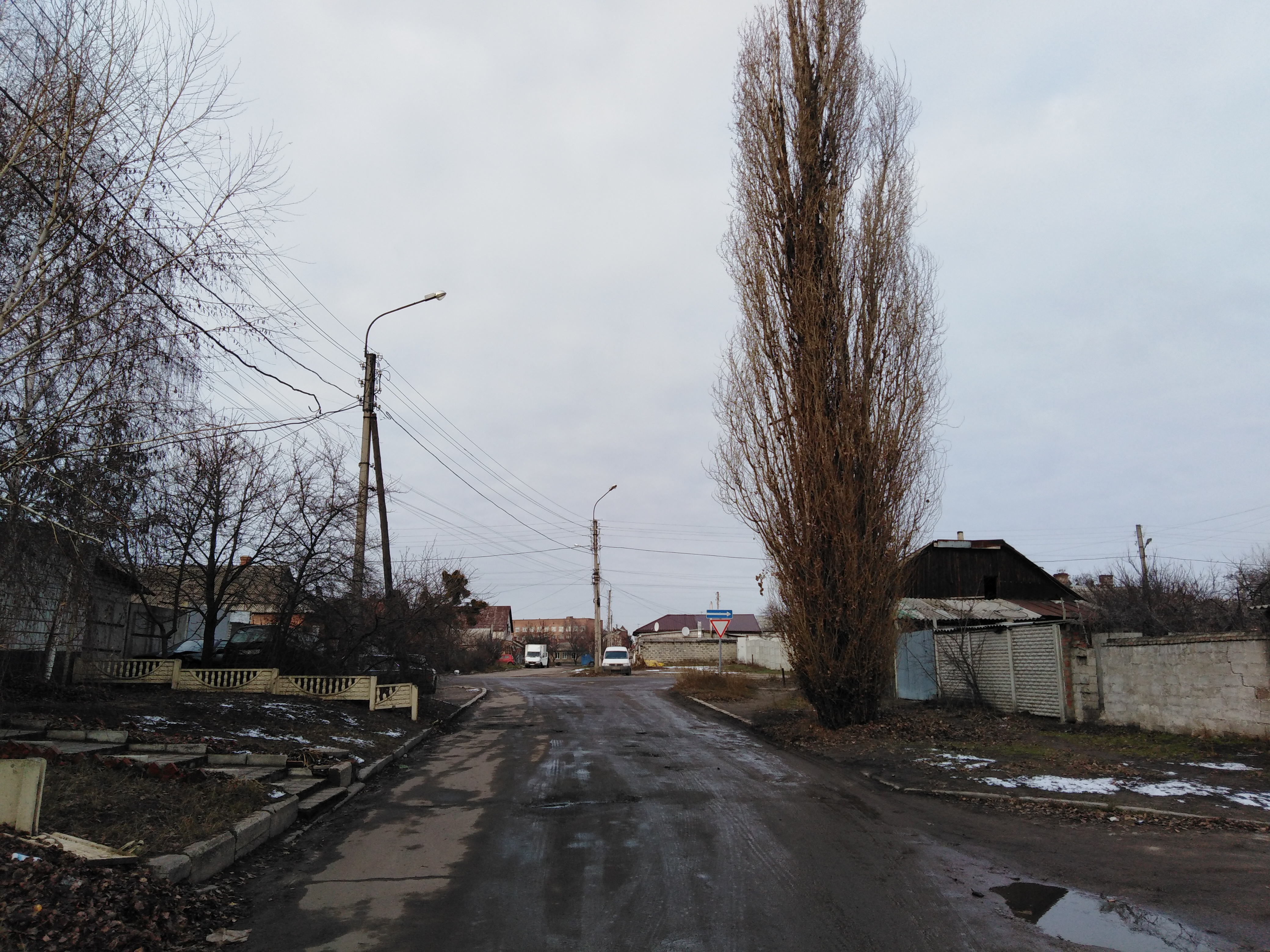
Аравійська вулиця
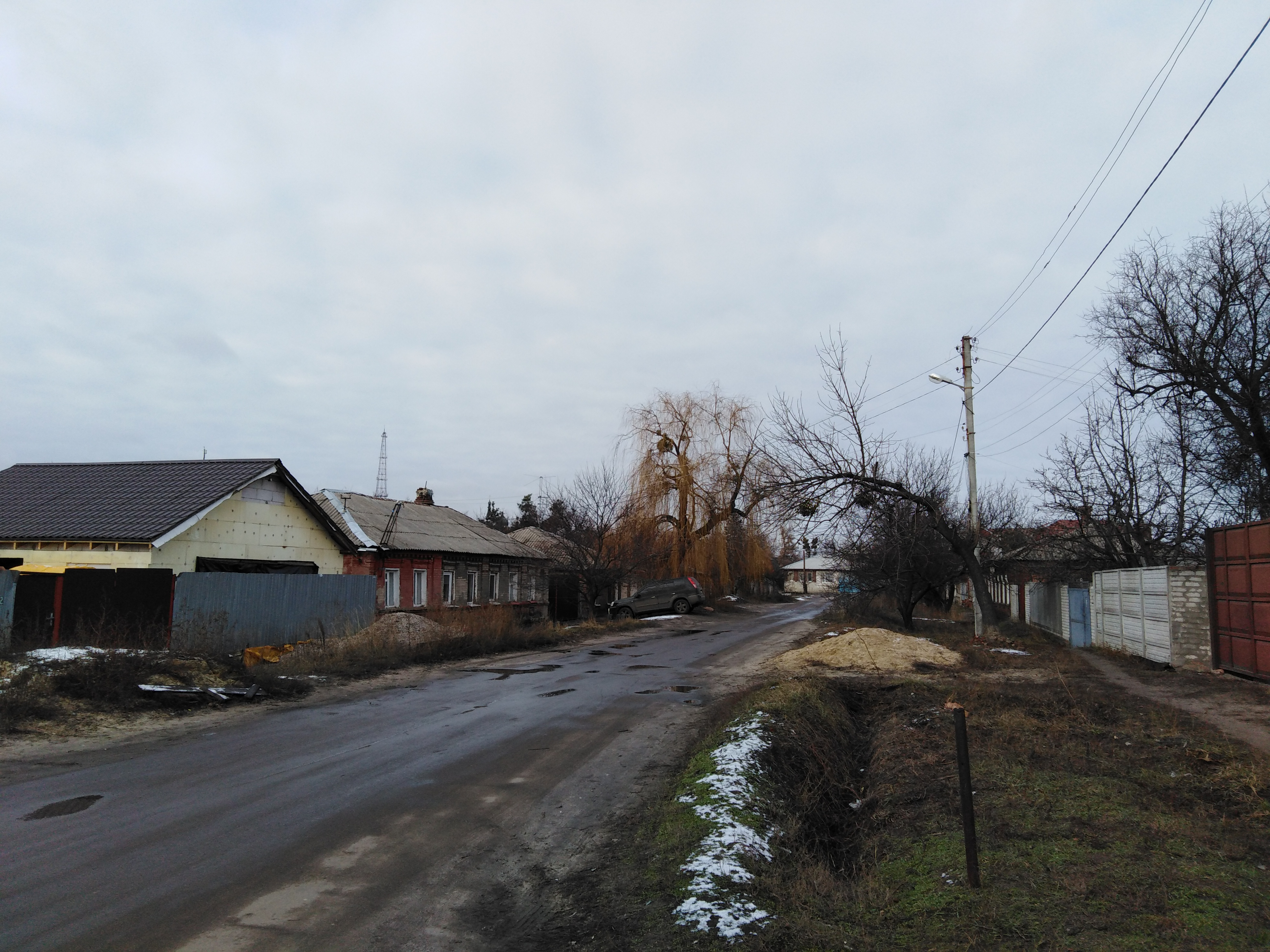
Аравійський провулок
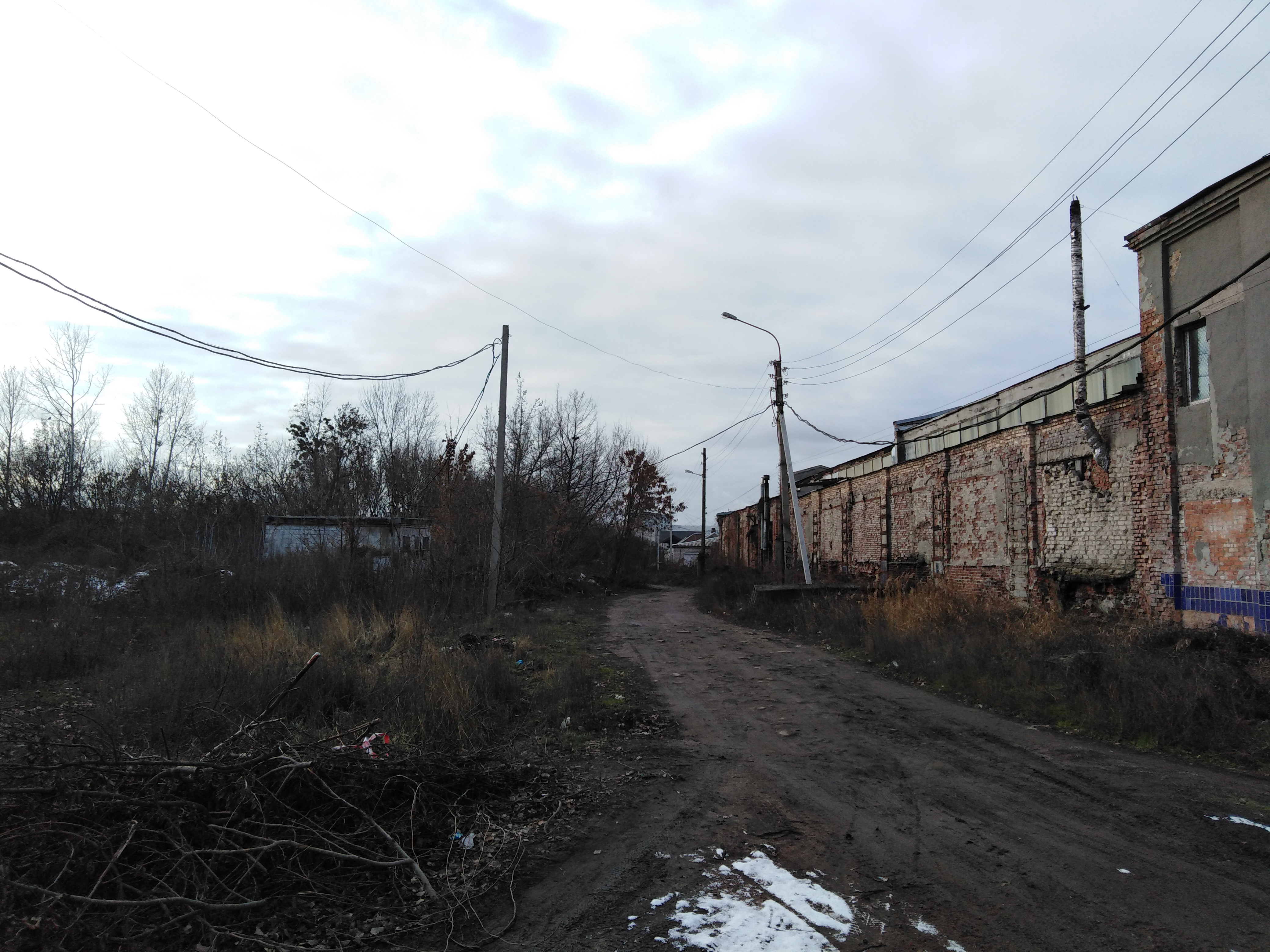
Другий Аравійський в’їзд